# Сабанур
 Сабанур  — деревня в Параньгинском районе Республики Марий Эл. Входит в состав Усолинского сельского поселения.

## География
Находится в восточной части республики Марий Эл на расстоянии приблизительно 7 км по прямой на восток от районного центра посёлка Параньга.

## История
Деревня основана в 1812 году. В 1836 здесь было 7 дворов, 77 жителей (русские), в 1869 23 и 132 соответственно, в 1884 463 жителя. В 1905 году в 52 дворах жили 365 человек. В 1906 году была построена церковь во имя Божьей Матери, Всех Скорбящих радостей (закрыта в 1938 году). С 1907 года Сабанур получил статус села. В 1923 году в селе насчитывалось 79 дворов, 445 человек. Начиная с 1950-х годов село стало пустеть, люди разъезжаться. В 2003 году ещё оставалось 4 двора. Село учитывается ныне уже как деревня. В советское время работали колхозы «Великий перелом», «Маяк», «За коммунизм» и «Дружба».

## Население
Население составляло 4 человека (русские 100 %%) в 2002 году, 11 в 2010.